# Опалениця
Опалениця (пол. Opalenica) — місто в західній Польщі, на річці Могильниця.

## Демографія
Демографічна структура станом на 31 березня 2011 року:
|          | Загалом | Допрацездатний вік | Працездатний вік | Постпрацездатний вік |
| -------- | ------- | ------------------ | ---------------- | -------------------- |
| Чоловіки | 4608    | 965                | 3257             | 386                  |
| Жінки    | 4809    | 860                | 2976             | 973                  |
| Разом    | 9417    | 1825               | 6233             | 1359                 |